# Бад Нојенар-Арвајлер
Бад Нојенар-Арвајлер (њем. Bad Neuenahr-Ahrweiler) град је у њемачкој савезној држави Рајна-Палатинат. Једно је од 74 општинска средишта округа Арвајлер. Према процјени из 2010. у граду је живјело 27.427 становника. Посједује регионалну шифру (AGS) 7131007.

## Географски и демографски подаци
Бад Нојенар-Арвајлер се налази у савезној држави Рајна-Палатинат у округу Арвајлер. Град се налази на надморској висини од 99 метара. Површина општине износи 63,4 km². У самом граду је, према процјени из 2010. године, живјело 27.427 становника. Просјечна густина становништва износи 433 становника/km².

## Међународна сарадња
| Мјесто  | Држава  | Врста сарадње | Од    |
| ------- | ------- | ------------- | ----- |
| Брасхат | Белгија | партнерство   | 1982. |
| Извор   |         |               |       |